# 1904-ben alapított labdarúgóklubok listája
Ez a lista az 1904-ben alapított labdarúgóklubokat tartalmazza.
- AC Siena
- AC Bellinzona
- América Football Club
- Argentinos Juniors
- Bangu Atlético Clube
- Bayer 04 Leverkusen
- Botafogo de Futebol e Regatas
- Club Nacional
- FC Schalke 04
- FK DAC 1904 Dunaszerdahely
- Ferro Carril Oeste
- HB Tórshavn
- IFK Göteborg
- Győri ETO FC
- Hull City AFC
- KÍ Klaksvík
- KRC Mechelen
- KV Oostende
- Lechia Lwów
- Leeds City FC
- OGC Nice
- Pau FC
- SC Freiburg
- SL Benfica